# Хавенар Майк
Хавенар Майк (яп. ハーフナー・マイク, нар. 20 травня 1987, Хіросіма) — японський футболіст нідерландського походження, нападник клубу «Вітессе».
Насамперед відомий виступами за клуби «Йокогама Ф. Марінос» та «Ванфоре Кофу», а також національну збірну Японії.

## Клубна кар'єра
Народився 1987 року в Японії, де його батько, нідерландський футбольний голкіпер Дідо Хавенар грав за низку місцевих клубів, а згодом працював на тренерських посадах. Почав займатися футболом в юнацькій команді клубу «Консадолє Саппоро», в якому його батько на той час займався підготовкою воротарів.
У дорослому футболі дебютував 2006 року виступами за команду клубу «Йокогама Ф. Марінос», в якій провів один сезон, взявши участь у 24 матчах чемпіонату. Більшість часу, проведеного у складі «Йокогама Ф. Марінос», був основним гравцем атакувальної ланки команди.
Згодом з 2008 по 2009 рік грав на правах оренди у складі клубів «Авіспа Фукуока» та «Саган Тосу».
Своєю грою за останню команду привернув увагу представників тренерського штабу клубу «Ванфоре Кофу», до складу якого приєднався 2010 року. Відіграв за команду з Кофу наступні два сезони своєї ігрової кар'єри. Граючи у складі «Ванфоре Кофу» також здебільшого виходив на поле в основному складі команди. У складі «Ванфоре Кофу» був одним з головних бомбардирів команди, маючи середню результативність на рівні 0,59 голу за гру першості.
До складу клубу «Вітессе» приєднався 2012 року. Наразі встиг відіграти за команду з Арнема 49 матчів в національному чемпіонаті.

## Виступи за збірні
Протягом 2005–2007 років залучався до складу молодіжної збірної Японії. На молодіжному рівні зіграв у 3 офіційних матчах, забив 1 гол.
2011 року дебютував в офіційних матчах у складі національної збірної Японії. Наразі провів у формі головної команди країни 10 матчів, забивши 4 голи.
У складі збірної був учасником розіграшу Кубка конфедерацій 2013 року у Бразилії.